# Lo Grau (Herba-savina)
Lo Grau és una collada situada a 1.505,3 m d'altitud del terme municipal de Conca de Dalt (antic terme d'Hortoneda de la Conca), al Pallars Jussà.
És al vessant oriental del Serrat de l'Agranador i de la Cogulla, en un dels contraforts sud-occidentals de la Serra de Boumort, al sud-oest de la Pleta de les Barres.